# Francesco Angelini (1945)
Francesco Angelini (Roma, 8 ottobre 1945) è un imprenditore, farmacista e giocatore di bridge italiano.

## Biografia
Oltre a dirigere il gruppo farmaceutico di famiglia, agli inizi degli anni 1990, indirizza il Gruppo ad entrare in joint venture con l'americana Procter & Gamble per la produzione di assorbenti da donna e per l'infanzia.
Nel 1995, dopo aver fondato Angelini Holding, il gruppo finanziario che gestisce tutte le attività aziendali, continua nella diversificazione; a seguito dell'acquisizione dell'azienda agricola Val di Suga di Montalcino, la tenuta Trerose di Montepulciano e la fattoria San Leonino di Castellina in Chianti, viene creata la società Tenimenti Angelini, permettendo al gruppo di entrare nel settore alberghiero e, principalmente, nel settore vinicolo, con la produzione di vini, compreso il Brunello di Montalcino. Nel 1997 si occupa della costituzione della Fondazioni Angelini, una onlus a sostegno delle iniziative sociali a livello nazionale ed internazionale.
Inoltre, nel 2009, cura di allargare le partecipazioni nel settore vinicolo, acquisendo l'azienda friulana Puiatti, per ampliare l'offerta del gruppo in vini bianchi, spumanti e grappe.
Sempre nel 2009 il gruppo acquisisce anche la Alcavis Hdc Ilc, private company nordamericana "Amuchina", di cui avevano già la distribuzione in Europa, onde entrare meglio nei mercati americano ed asiatico ed avere migliori sinergie nei progetti americani per i prodotti di disinfezione e macchinari per la produzione.
Nel 2011 il gruppo acquisisce la Linea INFASIL dalla Procter & Gamble settore deodoranti per bambini, uomo, donna.
Nel 2012, sempre per allargare il settore vinicolo, avviene l'acquisizione della Cav.G.B.Bertani srl di Grezzana (VR), settore vini rossi, bianchi e spumanti. Sempre nello stesso anno si conclude l'acquisizione della linea di detersivi ACE, da affiancare alla linea detergenza dell'Amuchina.
Nel 2016 dona la maggioranza della Angelini Finanziaria S.p.A. alla figlia Thea Paola. Nel 2019, Maria Gioiella Angelini cita in giudizio la sorella Thea Paola e Sergio Marullo di Condojanni  per circonvenzione di incapace ai danni di Francesco Angelini, avanzando richiesta di interdizione. Ulteriori procedimenti si sono successivamente sviluppati in merito a reati societari denunciati nell'ambito del gruppo Angelini. Le indagini si concludono con l'archiviazione in via definitiva delle accuse. Il Tribunale di Velletri, nel 2023, sancisce la nomina di Thea Paola Angelini come amministratrice di sostegno per la gestione del patrimonio del padre. 

### Bridge
Angelini pratica il bridge a livello agonistico: è diventato campione del mondo nella Rosenblum nel 1998, ha vinto il Gran Prix CIO di Losanna nel 1999, nove ori nella Coppa Italia (quattro Libere e cinque Uomini) e otto Campionati italiani a squadre; grazie agli ottimi risultati, è entrato nel giro della nazionale italiana di bridge, con la quale ha vinto un Campionato europeo a squadre.
Con il suo team ha vinto cinque Champions Cup, in competizione molto spesso con il Team torinese capitanato da Maria Teresa Lavazza.